# Porc senglar de riu
El porc senglar de riu (Potamochoerus porcus) és un membre salvatge de la família dels porcs que viu a les selves pluvials, muntanyes i matollars riberencs de l'Àfrica.
Els porcs senglars de riu mengen herba, baies, arrels, mol·luscs, petits vertebrats i carronya. Són capaços de causar danys a les plantacions. Típicament viuen en ramats de 6-20 membres liderats per un mascle dominant. Les truges crien entre tres i sis porcells cada vegada.